# Holomelina pallicornis
Holomelina pallicornis är en fjärilsart som beskrevs av Augustus Radcliffe Grote 1867. Holomelina pallicornis ingår i släktet Holomelina och familjen björnspinnare. Inga underarter finns listade i Catalogue of Life.